# 緑井 (広島市)
緑井（みどりい）とは広島市安佐南区の地名。一丁目から八丁目までが設置されている。郵便番号731-0103（安佐南郵便局管区）。2010年11月30日現在の人口は15,844人。

## 地理
緑井は広島市安佐南区東部の地名である。北東で八木、東で川内、南で中須、南西で大町東、西で毘沙門台、北で毘沙門台東と接する。JR西日本可部線の区間列車発着駅の緑井駅、山陽自動車道の広島インターチェンジがそろっており交通の便がよい場所にある。緑井駅が単式ホームから島式ホームに拡張されると同時に開発され駅の周りなどを中心に大きな開発が行われた。しかし、緑井駅そのものは可部線内の他駅と比較して小規模である。各建造物は歩道橋などによってつながっている。

## 歴史
- 1804年 - 八木用水の記録をまとめた文書の中に緑井村で「山抜」（土砂災害）が発生した記述[2]。
- 2014年 - ゲリラ豪雨（広島市土砂災害）を受ける。緑井8丁目では、10軒ほどの民家が土石流で流され5人の高齢者が犠牲になった。災害の発生個所では後に砂防堰堤の建設が行われた[3]。

## 施設

### 商業施設
- ラクア緑井
- フジグラン緑井
  - TOHOシネマズ緑井
- コジマ×ビックカメラ広島インター緑井店

3施設は歩道橋によって結ばれている。
- ドコモショップ緑井店
- 広島銀行緑井支店
- もみじ銀行緑井支店
- 広島信用金庫緑井支店

## 教育機関
- 広島市立緑井小学校

## 交通

### 鉄道
■西日本旅客鉄道 可部線
---大町駅---緑井駅---七軒茶屋駅---

### バス
緑井循環バス（フォーブル）
- 南循環
  - 緑井駅 - 県営住宅前 - 中調子 - 川内5丁目 - 川内2丁目上 - 緑井駅
- 北循環
  - 緑井駅 - 川内第一公園 - 八木梅林公園 - ユニクロ - 下八木 - 七軒茶屋 - 緑井4丁目 - 緑井駅

広電バス・広島交通
- 中緑井停留所
- 緑井天満屋前停留所

### 道路
- 国道54号
- 山陽自動車道、広島インターチェンジ